# Sainte-Paule
Sainte-Paule è un comune francese di 309 abitanti situato nel dipartimento del Rodano della regione Alvernia-Rodano-Alpi.

## Società

### Evoluzione demografica
Abitanti censiti